# Valley megye (Montana)
Valley megye az Amerikai Egyesült Államokban, azon belül Montana államban található. Megyeszékhelye és legnagyobb városa Glasgow. Lakosainak száma 7578 fő (2020. április 1.). Valley megye Roosevelt, Garfield, McCone, Phillips és Daniels megyékkel határos.

## Népesség
A megye népességének változása:
| Lakosok száma | 7367 | 7476 | 7504 | 7630 | 7659 | 7578 |
|               | 2010 | 2011 | 2012 | 2013 | 2015 | 2020 |